# Uspanteco (etnia)
Los uspantecos son un grupo étnico de origen maya de Guatemala. Su lengua indígena es también llamada uspanteco y está estrechamente relacionado con el idioma quiché. Los uspantecos se encuentran en el municipio de Uspantán, departamento de El Quiché.